# Heterodontus japonicus
Pour les articles homonymes, voir Requin dormeur.
Espèce
Statut de conservation UICN

 LC  : Préoccupation mineure
Le requin dormeur nekozame (Heterodontus japonicus) est une espèce de requins de la famille des Heterodontidae. 
Ce requin vit dans le Pacifique nord-ouest; près des côtes nippones, de la péninsule coréenne, du nord de la Chine et de l'île de Taiwan. Il est distinct des autres Hétérodontiformes par sa robe claire découpée par des une alternance de fines et larges lignes foncées. Il est plutôt grand pour son genre, sa taille est comprise entre 69 cm et 120 cm pour les plus grands individus. Il vit en majeure partie entre 6 m et 37 m en dessous de la surface et se nourrit de petites proies. Très populaire dans les aquariums publics nippons, il est lent et peu agressif s'il n'est pas dérangé.  

## Description
Le requin dormeur nekozame possède la silhouette typique des requins dormeurs. Son corps cylindrique se finit antérieurement par une large tête et un museau dit "de cochon". Il ne possède pas de membrane nictitante mais un spiracle juste derrière les yeux. Ces derniers sont hauts et loin de la bouche pour éviter les blessures causées par les défenses externes de ses proies. Les crêtes supraorbitales sont plutôt basses et se terminent graduellement postérieurement. L'espace inter-orbital est peu profond; la distance entre les crêtes est d'environ la moitié de la longueur oculaire.  Ses narines sont divisées par de longs morceaux de peau en ouvertures antérieures et postérieures, relativement au sens du courant. Une première rainure entoure l'ouverture antérieure tandis qu'une seconde rainure s'étend le long de la narine jusqu'à l'embouchure de l'ouverture postérieure. 

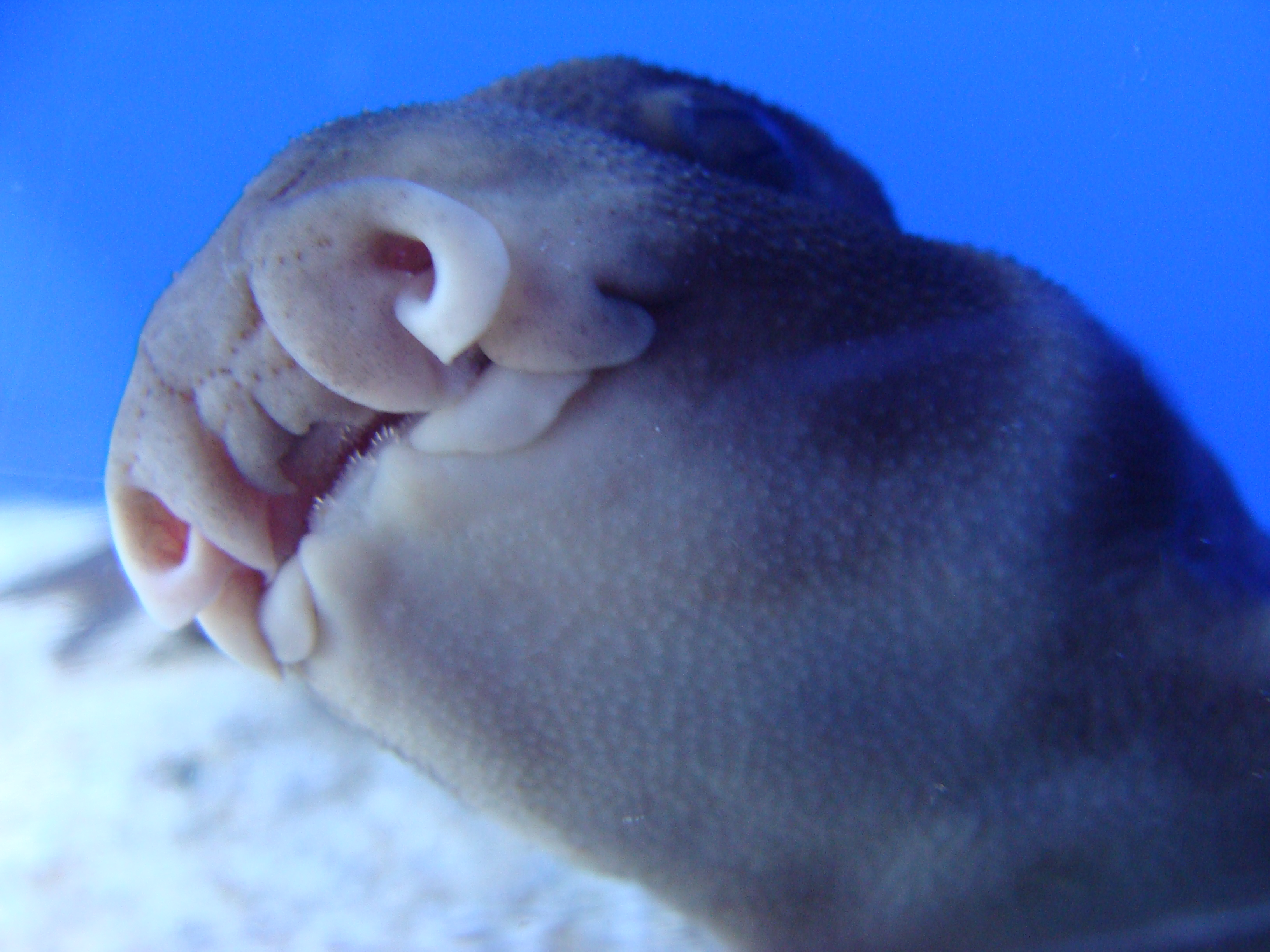
La forme particulière de la bouche et des narines de Heterodontus japonicus.

La petite bouche est positionnée presque à l'extrémité du museau. Des sillons profonds aux coins de la bouche s'étendent sur les mâchoires inférieures et supérieures. Les dents de maintien antérieures possèdent une cuspide et une paire de petites protubérances (petites cuspides) chez l'adulte. Les dents postérieures sont molariformes : non crénelées, larges et arrondies. Les denticules latéraux sont gros et durs. 
Chacune de ses deux nageoires dorsales est associée à une épine antérieure. L'origine de la première nageoire dorsale est située légèrement à la moitié de l'insertion des nageoires pectorales, bien après la cinquième fente branchiale. La fin de cette nageoire dorsale arrive au niveau de l'origine des nageoires pelviennes. Elle est très haute et falciforme chez les jeunes, modérément haute et moins falciforme chez les adultes. Sa hauteur atteint 11 % à 21 % de la longueur totale et la longueur entre celle-ci et le rostre est estimée comme étant 21 % à 25 % de la longueur totale. La base de la deuxième nageoire dorsale est proche du bout des nageoires pelviennes. Celle-ci est, de nouveau, falciforme mais bien plus petite que la première . La nageoire anale est subangulaire et arrondie voire légèrement falciforme ; son apex est bien antérieur à l'origine de la nageoire caudale. La distance entre ces deux dernières nageoires correspond à 8 % à 10 % de la longueur totale. 
Du rostre à la nageoire caudale, on retrouve 11 à 14 bandes sombres aux bords irréguliers, fines ou larges (en alternance), sur une robe brun clair. Ces bandes n’atteignent pas la partie ventrale du requin. Une fine ligne blanche se situe entre les crêtes orbitales. Heterodontus japonicus possède une grosse tache sombre en dessous de l’œil, moins distincte chez les plus gros adultes. Le motif des jeunes est similaire à celui des adultes, bien que plus clair. Il ne doit pas être confondu avec celui du requin dormeur zèbre Heterodontus zebra, vivant dans les mêmes eaux, qui est caractérisé par des lignes sombres plus étroites sur un corps très pâle.

## Biologie
Le comportement du requin dormeur nekozame est plutôt léthargique. Il se déplace lentement, en explorant tranquillement sur le fond en nageant et en "marchant" sur ses larges et puissantes nageoires pectorales ainsi que sur ses nageoires pelviennes. 

### Alimentation

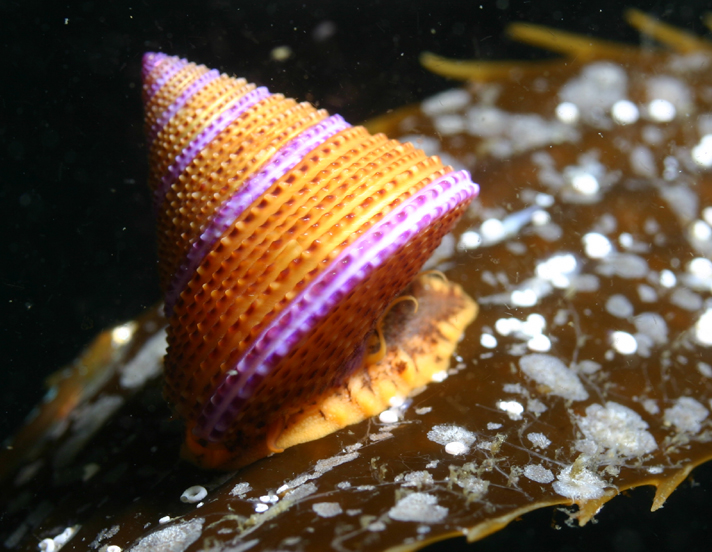
Les dents molariformes du requin dormeur nekozame peuvent aisément broyer la coquille de ce Calliostoma annulatum.

Il se nourrit de crustacés, de mollusques (Trochidae, par exemple), de petits poissons et d'oursins. Tout est broyé par ses grosses dents molariformes. Il peut faire saillir sa mâchoire sur une grande distance pour attraper une proie.  

### Cycle de vie
C'est un requin ovipare. Les femelles pondent de larges œufs entre des rochers ou dans le kelp, entre 8 m et 9 m de profondeur. L'œuf est en forme de cône avec, extérieurement, un rebord d'environ 3 spirales et diagonal par rapport à l'axe de l'œuf.  La ponte se déroule entre mars et septembre, avec un pic entre mars et avril. Dans les eaux japonaises, chaque femelle pond deux œufs à la fois pour 6 à 12 jeunes au total. Les œufs éclosent au bout d'environ un an. Les jeunes font environ 18 cm et atteignent leur maturité vers 69 cm. Plusieurs femelles pourraient pondre leurs œufs dans un même site (jusqu'à 15 œufs), un faux nid, mais qui ne serait pas gardé par ces dernières. 

### Parasites
Parmi les parasites infectant Heterodontus japonicus, il y a notamment le copépode Dissonus pastinum et le protozoaire du sous-ordre des Adeleorina Haemogregarina heterodontii. 

### Particularité anatomique
Heterodontus japonicus, avec H. francisci, ne possède pas d'organe de Leydig, organe hématopoiétique commun chez les élasmobranches.

## Distribution et habitat
Commun et démersal, il est trouvé dans les eaux tempérées continentales du Pacifique nord-ouest; au Japon, autour de la péninsule coréenne, au nord de la Chine et autour de l'île de Taiwan (43°N - 23°N, 118°E - 143°E). Il vit de 3 m à 100 m en dessous de la surface, préférentiellement entre 6 m et 37 m, près ou sur le fond. Le requin dormeur nekozame apprécie les récifs, les zones rocheuses et riches en kelp,. 

## Taxonomie
Bien que son nom "Heterodontus japonicus" (Maclay et Macleay, 1844) soit actuellement accepté par la communauté scientifique, le requin dormeur nekozame a possédé d'autres noms binomiaux.
Parmi ces autres noms :
- Cestracion philippi var. japonicu par Dumeril en 1840.
- Gyropleurodus japonicus par Maclay et Macleay en 1844.
- Cestracion japonicus  par Maclay et Macleay en 1844 à Tokyo, au Japon (Holotype de l'espèce).

Au Japon, ce requin est nommé Sazaewari ou Sazaiwari.

## Relations avec l'Homme

### Attaques sur l'Homme
C'est un requin calme et léthargique. Toutefois, des attaques peuvent toutefois toujours être provoquées par des personnes imprudentes. 

### Pêche
Il a peu d'importance commerciale internationale mais il est parfois mangé au Japon et dans les pays voisins. 

### Sauvegarde
Le requin dormeur nekozame est répandu et l'espèce est féconde mais la destruction de son habitat et la pollution sont des menaces pour son habitat côtier. Il fait parfois l'objet de prises accidentelles.
Il aurait disparu du golfe de Bohai, probablement à cause du changement climatique. 